# Qachu Quta
Qachu Quta (aymara qachu kvinnlig, quta sjö, också Cacho Kkota) är en sjö i Bolivia.   Den ligger i departementet La Paz, i den västra delen av landet, 600 km nordväst om huvudstaden Sucre. Qachu Quta ligger 4 473 meter över havet.